# Eleição municipal de São Leopoldo em 2000
A eleição municipal de São Leopoldo em 2000 foi realizada para eleger um prefeito, um vice-prefeito e 21 vereadores no município de São Leopoldo, no estado brasileiro do Rio Grande do Sul. Foram eleitos Waldir Schmidt e Kanan Buz, ambos do PMDB, para os cargos de prefeito e vice-prefeito, respectivamente.

## Resultados

### Eleição para prefeito
A eleição para prefeito contou com 3 candidatos: Waldir Schmidt (PMDB),  Ronaldo Zulke (PT) e André de Alexandri (PPS).
| Candidato(a)             | Vice                       | Coligação                                                    | Votos recebidos | Percentual |
| ------------------------ | -------------------------- | ------------------------------------------------------------ | --------------- | ---------- |
| Waldir Schmidt (PMDB)    | Kanan Buz (PMDB)           | União Democrática Leopoldense (PMDB / PL / PPB / PSDB / PFL) | 58.834          | 57,82%     |
| Ronaldo Zulke (PT)       | Ary Moura (PDT)            | Frente Popular (PT / PDT / PSB / PV / PHS / PC do B / PCB)   | 39.200          | 38,53%     |
| André de Alexandri (PPS) | Angélica Nery Maciel (PPS) | Partido Popular Socialista(sem coligação)                    | 3.715           | 3,65%      |

### Vereadores eleitos por partido
| Partido | Vagas |
| ------- | ----- |
| PMDB    | 8     |
| PT      | 4     |
| PTB     | 3     |
| PDT     | 3     |
| PSDB    | 1     |
| PFL     | 1     |
| PPB     | 1     |